# Ingrid Ericson Jogsten
Ingrid Ericson Jogsten, född 9 oktober 1980, är en svensk före detta fotbollsspelare.

## Karriär
Ericson Jogstens moderklubb är IFK Kumla. Mellan 1997 och 2009 spelade hon för KIF Örebro. Efter säsongen 2009 tog Ericson Jogsten ett uppehåll från fotbollen då hon var gravid.
Säsongen 2011 spelade Ericson Jogsten för KIF Örebro DUFF. Mellan 2012 och 2013 spelade hon för Öfvre Adolfsberg. Mellan 2014 och 2018 spelade Ericson Jogsten för Rynninge IK.